# Radu Negru, Călărași
Radu Negru este un sat în comuna Modelu din județul Călărași, Muntenia, România.